# Удельный Пижай
Удельный Пижай (мар. Руш Пыжай) — деревня в Сернурском районе Республики Марий Эл. Входит в состав Сердежского сельского поселения.

## География
Находится в северо-восточной части республики Марий Эл на расстоянии приблизительно 12 км на северо-восток от районного центра посёлка Сернур.

## История
Основана в 1770 году переселенцами из починка Лежнят Тожсолинской волости Яранского уезда Вятской губернии. В 1884—1885 годах в починке значилось 42 двора, 264 человека, русские. В 1935 году в 65 дворах проживали 295 человек. В 2005 году отмечено 25 дворов. В советское время работали колхозы «15 годовщина Октября», «Путь к коммунизму», совхозы «Кугушенский» и «Россия».

## Население
Население составляло 90 человек (мари 83 %) в 2002 году, 85 в 2010.